# Batoufam
Batoufam (Tswefap en langue locale) est un village de la commune de Bayangam, dans la région de l'ouest Cameroun, en pays Bamiléké. C'est aussi le siège d'une chefferie traditionnelle de 2e degré.

## Géographie
Batoufam est situé à 4 km au sud du chef-lieu communal Bayangam, à 291 km de Douala, 288 km  de Yaoundé et 25 km de Bafoussam.
Le groupement est constitué de quinze cantons (quartiers): Ndeptse, Nkamkieu, Tsouegwi 1, Tsouegwi 2, Lekwa, Mbé, Toula, Ngwigang, Djepgang, Tsep, Ngwihop, Famla, Feuchip, Nka'assè, Tounang. Le village Batoufam partage des frontières avec plusieurs villages voisins, et notamment Bayangam, Bandrefam, Bangoua, Bangang-Fondji.

## Histoire
Alors que le royaume Bangoua vivait son apogée, il y eut un renversement de la dynastie au pouvoir par deux frères jumeaux (chasseurs). L'un d'eux prit le trône et l'autre s'installa dans le royaume ; pour faire la paix avec le roi des Bandrefam qui n'avait pas soutenu le régime issu du coup d'État, il lui offrit en mariage sa fille accompagnée du premier fils de son frère, le jeune Nankap.
| Vidéo externe |                                                            |
|               | NAJA TV 31 Octobre 2021 Batoufam - Les rites et la royauté |

Ce dernier grandit dans sa nouvelle chefferie comme un prince. Pour repousser les menaces venant du nord, un poste de surveillance était installé au lieu-dit Lo'ochito sur une colline, lorsque Nankap devient adulte on lui confia la responsabilité de ce poste de surveillance. Il rencontra par la suite un peuple et usa de sa sagesse pour en devenir le chef suprême. Il ouvrit par la suite les portes de son royaume à tous les déserteurs et exclus des autres royaumes de l'ouest. Ils s'installèrent alors près d'un cours d'eau. C'est ce regroupement qui deviendra par la suite le peuple Batoufam.
Le village relève en 1960 du district de Bangou qui devient arrondissement en 1962 dans l'ancien département de la Mifi. Depuis la réforme de l'organisation administrative de la Province de l'Ouest dans les années 1990, Batoufam fait désormais partie de l'arrondissement de Bayangam, dans le département du Koung-Khi dans la Région de l'Ouest du Cameroun.
Chefferie
Le palais actuel est relativement moderne et possède une architecture particulière en forme de labyrinthe avec des portes basses sculptées. Cette architecture est inspirée du style traditionnel des Chefferies Bamiléké, avec des portes basses sculptées sur des lourdes poutres en bois. Les symboles sculptés racontent chacun une histoire.

## Populations
Batoufam a une population résidente estimée à environ 30 000 habitants[réf. nécessaire]. Toutefois, des estimations sérieuses indiquent que le peuple batoufam compterait plus de 150 000 âmes, qui vivent aujourd'hui en majorité dans les grandes villes du pays telles que Douala, Yaoundé et Bafoussam et à l'étranger. La population résidente, jadis concentrée essentiellement au Centre du village appelé Kaptchié pendant la période de la guerre de l'indépendance du Cameroun, est répartie depuis des années à l'intérieur du groupement et sur tous les quinze cantons que compte le village.

## Liste des rois Batoufam

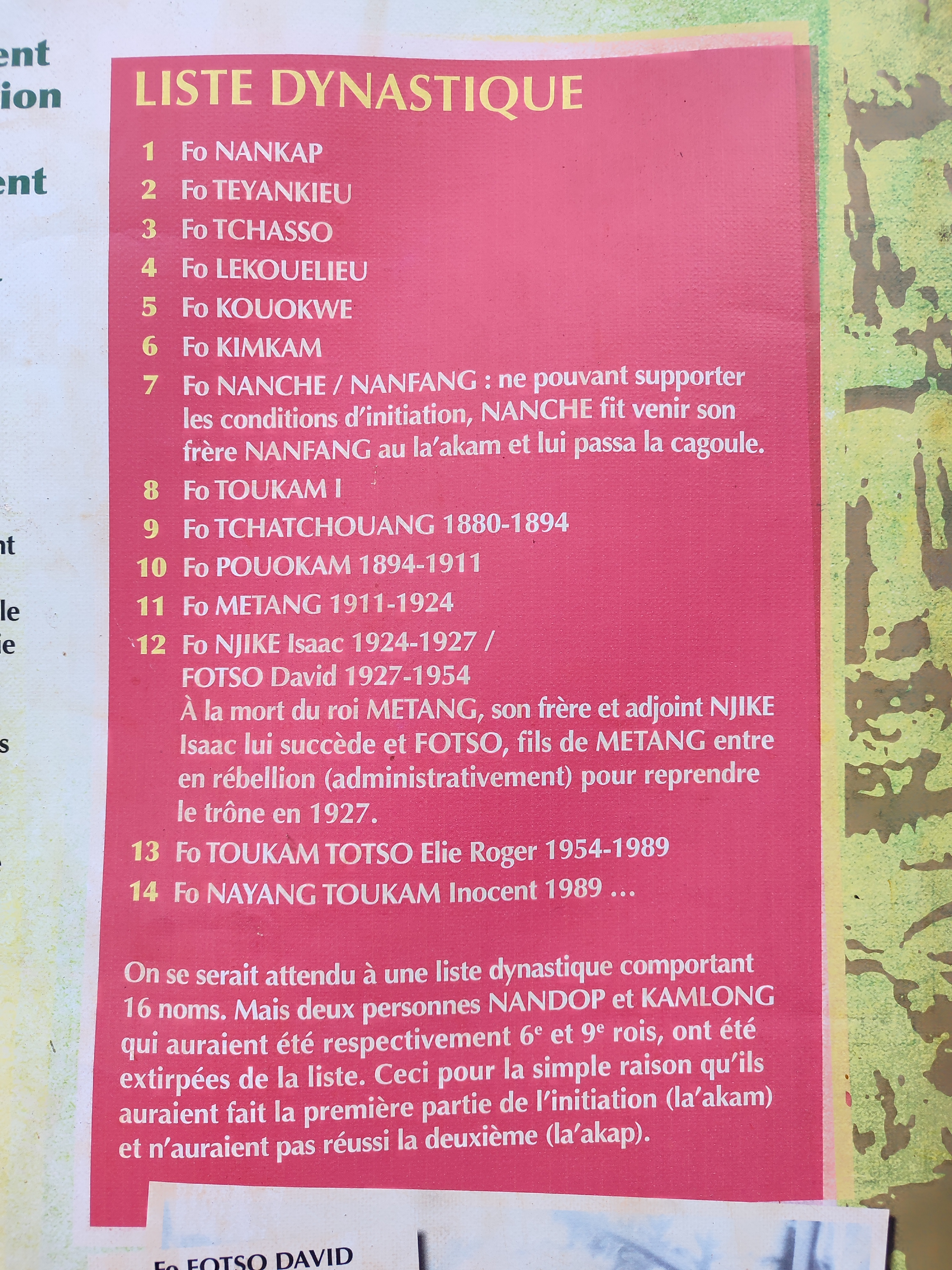
Ce fichier représente le tableau dynastique des rois Batoufam à l'Ouest au Cameroun

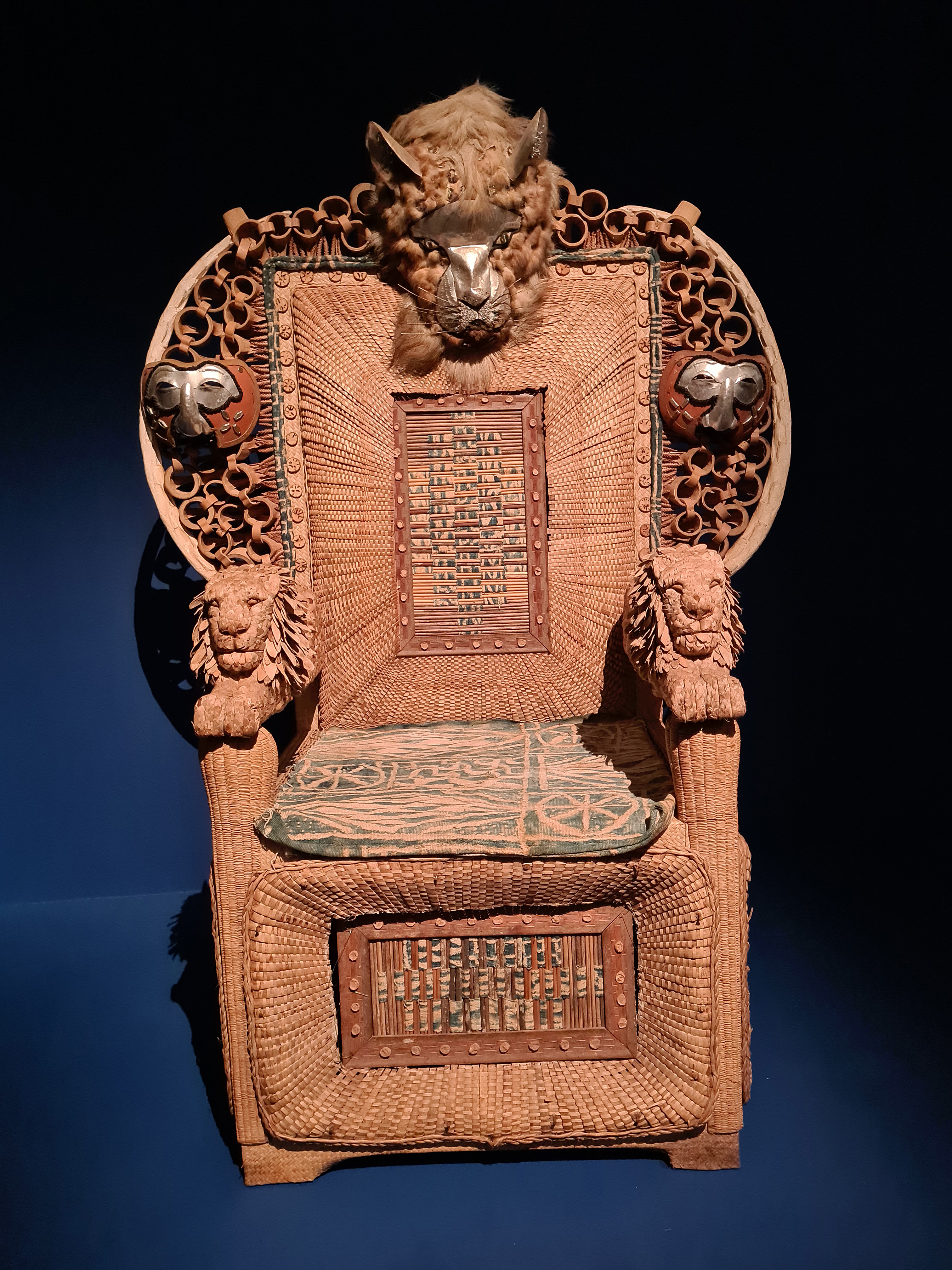
Trône.

| No | Identité                    | Période | Période | Durée  | Étiquette |
| No | Identité                    | Début   | Fin     | Durée  | Étiquette |
| -- | --------------------------- | ------- | ------- | ------ | --------- |
| 10 | Tchatchouang (d)            | 1880    | 1894    | 14 ans |           |
| 11 | Pououkam (d)                | 1894    | 1911    | 17 ans |           |
| 12 | Metang (d)                  | 1911    | 1924    | 13 ans |           |
| 13 | Njike Isaac (d)             | 1924    | 1927    | 3 ans  |           |
| 14 | Fotso David (d)             | 1927    | 1954    | 27 ans |           |
| 15 | Toukam Totso Elie Roger (d) | 1954    | 1989    | 35 ans |           |
| 16 | Nayang Toukam Inocent (d)   | 1989    |         |        |           |
| 9  | Toukam I (d)                |         |         |        |           |
| 8  | Nanfang (d)                 |         |         |        |           |
| 6  | Kimkam (d)                  |         |         |        |           |
| 2  | Teyankieu (d)               |         |         |        |           |
| 7  | Nanche (d)                  |         |         |        |           |
| 3  | Tchasso (d)                 |         |         |        |           |
| 5  | Kouokwe (d)                 |         |         |        |           |
| 4  | Lekouelieu (d)              |         |         |        |           |
| 1  | Nankap (d)                  |         |         |        |           |

## Économie
Les populations de Batoufam vivent essentiellement de l'agriculture et de l'élevage. Les produits vivriers agricoles et pastoraux étaient il y a près de deux décennies réservés essentiellement à la consommation propre. De nos jours, on produit aussi pour la commercialisation. Batoufam a été aussi un haut lieu de culture du café arabica, lorsque ce produit prospérait en pays bamiléké dans la province de l'Ouest. 
On assiste également à un accroissement de petites activités économiques à l'intérieur du village, en relation avec la capitale régionale Bafoussam et les villes voisines comme Bandjoun et Bangangté. Une banque communautaire locale MC2 fonctionne dans le village.
Depuis le déplacement du poste de péage de l'arrondissement de Bayangam à la frontière entre Batoufam et Bangoua, une intense activité commerciale s'est aussi développée en ce lieu, avec essentiellement les produits maraîchers et autres produits agricoles locaux.

## Éducation

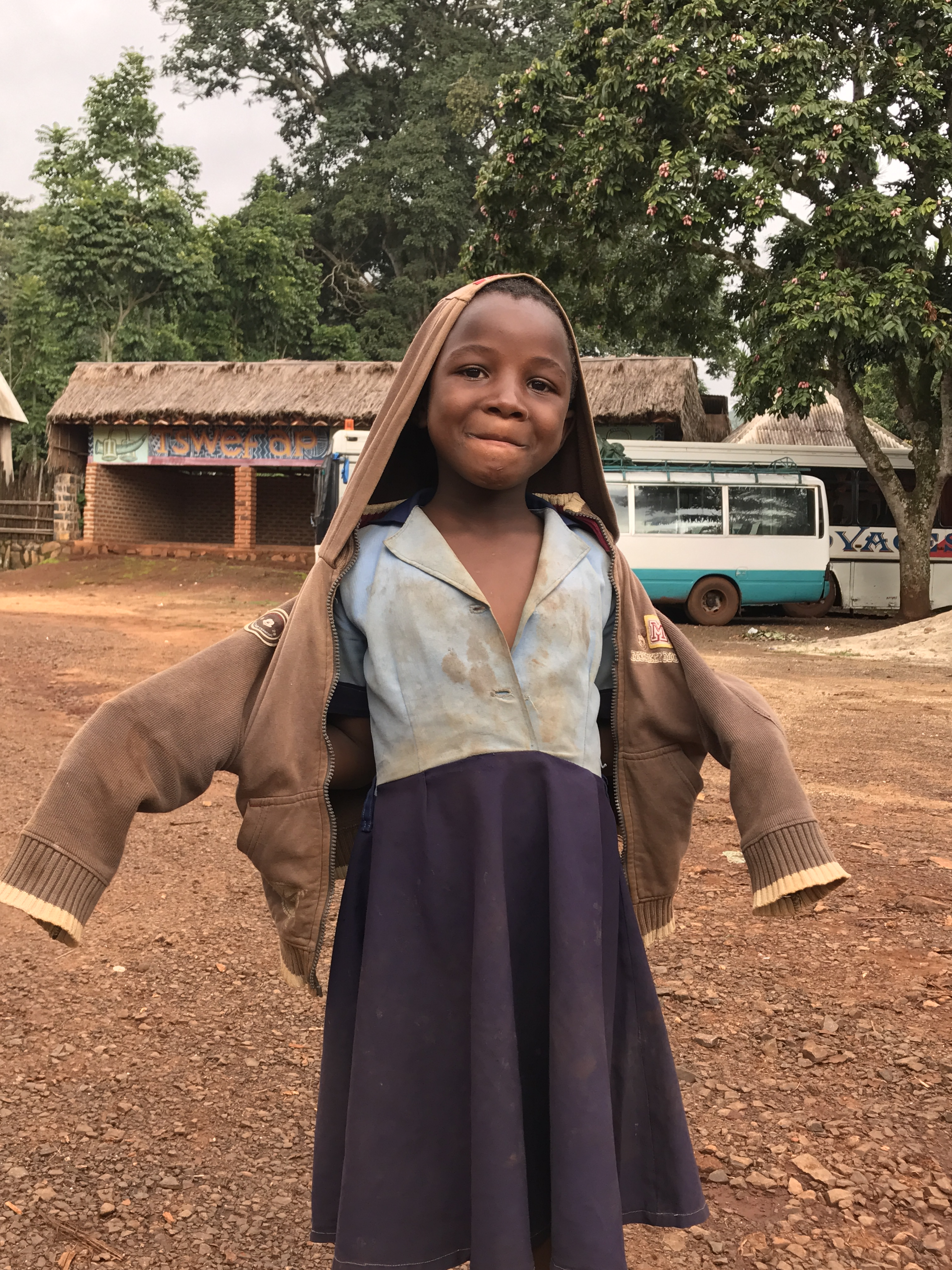
Fillette de Batoufam.

À Batoufam se trouve l'une des écoles publiques les plus anciennes de la région. Il s'agit de l'École publique de Batoufam-Marché qui a été pendant des années un grand centre d'examen du CEPE (Certificat d'Études Primaires et Élémentaires) avec des candidats venant d'ailleurs, et notamment de Bayangam. Au départ on l'appelait École publique de Batoufam, tout simplement. C'est lorsqu'une deuxième école publique, l'École publique de Batoufam-Chefferie à Touala, a vu le jour dans le village qu'il a fallu ajouter Marché pour la distinction. Entre-temps, deux autres écoles publiques se sont ajoutées aux premières, et il y a eu plus récemment encore l'introduction de l'enseignement maternel dans le village.
Dans l'ensemble, le village Batoufam compte les écoles primaires et maternelles publiques et les écoles primaires confessionnelles suivantes :
- École maternelle de Batoufam-Marché (Kaptchié)
- École maternelle de Batoufam-Chefferie (Toula)
- École maternelle de Batoufam-Kagniè (Kagniè)
- École publique de Batoufam-Marché
- École publique de Batoufam-Chefferie
- École publique de Batoufam-Kagniè
- École publique de Batoufam-Famla (Famla)
- École catholique de Batoufam (Mbé)
- École CEBEC de Batoufam (Chila)

En ce qui concerne l'enseignement secondaire, le Royaume Batoufam est doté d'un Lycée d'enseignement secondaire général et d'une SAR/SM (Section Artisanale Rurale/ Section Ménagère).

## Santé
Batoufam dispose d'un Centre de Santé Intégré situé à Kaptchié, non loin de l'axe lourd Bafoussam-Yaoundé. Inauguré en 1980, cette structure hospitalière a aujourd'hui un personnel qui compte en moyenne quatre infirmiers. C'est à ce personnel que revient d'assurer les soins aux patients qui viennent pour certains de l'extérieur du village. Un deuxième centre de santé, situé plus à l'intérieur du village, et précisément à Kagniè, est opérationnel dans le groupement depuis quelques années.

## Associations
Plusieurs associations œuvrant pour le développement du village Batoufam sont implantées un peu partout au Cameroun et dans la diaspora.
C'est le cas par exemple du Odebafam (devenu Mideba), du Cofeeba, de l'Acebe qui regroupe tous les ressortissants Batoufam d'Europe et compte environ 120 membres actifs, etc.
La jeunesse Batoufam est regroupée autour du Cofeeba, qui possède des antennes dans presque toutes les grandes villes du Cameroun. La préparation est faite sous forme de cours de soutien et d'évaluation à l'intention de ces élèves et la projection cinématographique des œuvres au programmes.

## Communications
Un organe de presse mensuel La Tribune Batoufam, basé à Douala, produit chaque mois des informations sur le village batoufam. C'est une émanation d'association CEP. Le journal est dirigé par une équipe de volontaires.

## Personnalités nées à Batoufam
- Samuel Wanko, homme politique